# Pelochares emarginatus
Pelochares emarginatus is een keversoort uit de familie dwergpilkevers (Limnichidae). De wetenschappelijke naam van de soort werd in 1869 gepubliceerd door Étienne Mulsant en Claudius Rey.